# Fairey Firefly II
Fairey Firefly IIM là một loại máy bay tiêm kích của Anh trong thập niên 1930. Đây là loại máy bay có cấu trúc hoàn toàn bằng kim loại, hai tầng cánh, một động cơ, một chỗ ngồi. Do hãng Fairey Aviation Company Limited chế tạo, được trang bị chủ yếu cho Không quân Bỉ từ thập niên 1930 tới khi Chiến tranh thế giới II nổ ra.

## Thiết kế và phát triển
Firefly là một thiết kế do công ty Fairey Aviation tự thực hiện, Marcel Lobelle là kỹ sư thiết kế chính. Đây là một thiết kế hoàn toàn mới, nó có rất ít điểm chung với loại máy bay Firefly I cùng tên. Firefly II được phát triển nhằm đáp ứng Đặc tả kỹ thuật F.20/27 của Bộ không quân Anh về một loại máy bay tiêm kích đánh chặn một chỗ. Chuyến bay đầu tiên diễn ra vào ngày 5 tháng 2 năm 1929.
Firefly II cùng Hawker Fury tham gia một cuộc cạnh tranh giành hợp đồng cung cấp máy bay cho RAF, Firefly II có tốc độ cao nhưng lại bị chỉ trích vì hệ thống điều khiển nặng hơn Fury. Quan trọng hơn, nó vẫn tiếp tục dùng cấu trúc chủ yếu bằng gỗ dù yêu cầu của Bộ không quân là mẫu máy bay có cấu trúc bằng kim loại. Điều này dẫn đến Hawker Fury đã giành chiến thằng. Sau đó, mẫu thử Firefly II được làm lại và đổi tên thành Firefly IIM, chữ M có nghĩa là cấu trúc hoàn toàn bằng kim loại của mẫu thử làm lại.
Một mẫu thử sửa lại với sải cánh dài hơn có tên gọi là Firefly III đã được chế tạo, bay lần đầu ngày 17 tháng 5 năm 1929. Mẫu Firefly III này là để đáp ứng Đặc tả kỹ thuật N21/26 về một mẫu máy bay tiêm kích trang bị cho tàu sân bay, thay thế cho loại Fairey Flycatcher. Giống như mẫu tiêm kích dành cho không quân, nó cũng được làm lại với các thành phần bằng kim loại nhiều hơn và có tên gọi Firefly IIIM, nhưng cuối cùng Firefly III cũng bị đánh bại bởi mẫu máy bay Hawker Nimrod của Hawker. Mặc dù không được đặt hàng chế tạo, nhưng Firefly IIIM được lắp phao nổi và dùng làm máy bay huấn luyện tại Phi đội tốc độ cao của RAF, chuẩn bị cho cuộc đua Schneider Trophy năm 1931.

## Lịch sử hoạt động
Một hợp đồng chế tạo 25 chiếc IIM đã được Không quân Bỉ ký với hãng Fairey Aviation, tiếp sau là một hợp đồng khác đặt mua 62 chiếc sẽ do Avions Fairey, một chi nhánh ở Bi của hãng Fairey Aviation thực hiện. Khi Chiến tranh thế giới II bùng nổ, Firefly IIM phục vụ trong quân đội Bỉ một thời gian từ tháng 5 tới tháng 6 năm 1940.
2 chiếc Firefly của Bỉ đã được chuyển đổi thành Firefly IV, trang bị động cơ 785 hp (585 kW) Hispano-Suiza 12Xbrs, nhưng hiệu quả mang lại không nhiều. 1 chiếc Firefly đã được cung cấp cho Liên Xô

## Biến thể
Fairey Firefly II
Mẫu thử tiêm kích một chỗ, trang bị động cơ piston 480 hp (360 kW) Rolls-Royce Kestrel. 1 chiếc được chế tạo.
Fairey Firefly IIM
Máy bay tiêm kích một chỗ, làm bằng kim loại.
Fairey Firefly III
Mẫu thử tiêm kích trang bị cho tàu sân bay. 1 chiếc được chế tạo.
Fairey Firefly IIIM
Fairey Firefly III làm lại với cấu trúc kim loại và định danh lại thành Firefly IIIM.
Fairey Firefly IV
2 chiếc Firefly II của Bỉ hoán đổi, lắp động cơ 785 hp (585 kW) Hispano-Suiza 12Xbrs.

## Quốc gia sử dụng
Bỉ
Không quân Bỉ
 Anh Quốc
- Không quân Hoàng gia
  - Phi đội tốc độ cao RAF

 Liên Xô

## Tính năng kỹ chiến thuật (Firefly IIM)
The Complete Book of Fighters

### Đặc điểm riêng
- Tổ lái: 1
- Chiều dài: 7,52 m (24 ft 8 in)
- Sải cánh: 9,60 m (31 ft 6 in)
- Chiều cao: 2,85 m (9 ft 4 in)
- Diện tích cánh: 22 m² (236,8 ft²)
- Trọng lượng rỗng: 1.083 kg (2.387 lb)
- Trọng lượng có tải: 1.490 kg (3.285 lb)
- Động cơ: 1 động cơ Rolls-Royce F.XIS, 480 hp (358 kW)

### Hiệu suất bay
- Vận tốc cực đại: 282 km/h (175 mph, 152 kn)
- Tầm bay: 386 km (209 nmi, 240 mi)[3][5]
- Trần bay: 9.400 m (30.840 ft)[6]
- Lực nâng của cánh: 67,7 kg/m² (13,9 lb/ft²)
- Lực đẩy/trọng lượng: 0,24 kg/kW (0,15 hp/lb)

### Vũ khí
- 2 khẩu súng máy Vickers 0.303 in (7,7 mm)

### Máy bay có sự phát triển liên quan
- Fairey Firefly I
- Fairey Firefly IIIM

### Máy bay có tính năng tương đương
- Hawker Fury

### Danh sách khác
- Danh sách máy bay quân sự giữa hai cuộc chiến tranh thế giới
- Danh sách máy bay tiêm kích